# Symport Na/I
Le symport Na/I (NIS), ou symport sodium/iodure, est une glycoprotéine transmembranaire de 87 kDa possédant 13 domaines transmembranaires. Chez l'Homme, il est codé par le gène SLC5A5 situé sur le chromosome 19 humain,. Il s'agit d'un symport dont la fonction est de coupler l'absorption d'un anion iodure I− avec celle de deux cations sodium Na+, l'absorption des ions iodure dans les cellules folliculaires de la thyroïde étant la première étape de la biosynthèse des hormones thyroïdiennes. Ce couplage permet de concentrer les ions iodure dans les cellules folliculaires à partir du plasma sanguin en utilisant le gradient électrochimique des cations sodium à travers la membrane plasmique de ces cellules, la concentration en ions Na+ étant d'environ 12 mM dans le cytosol contre environ 140 mM dans le milieu extracellulaire. Ainsi, la concentration en ions I− est 20 à 50 fois plus élevée dans les cellules folliculaires que dans le plasma sanguin. Ces ions iodure diffusent ensuite vers les vésicules thyroïdiennes à travers la membrane apicale des cellules folliculaires grâce à la pendrine, qui agit comme un antiport Cl−/I−.
Le symport Na/I est également présent, quoique de façon marquée, dans d'autres tissus que la thyroïde, comme les glandes salivaires, la muqueuse gastrique, les reins, le placenta, les ovaires et les glandes mammaires pendant la grossesse et la lactation. L'expression de la NIS dans la glande mammaire est un fait significatif dans la mesure où l'iode du lait maternel est la principale source en ions iodure pour le nouveau-né et le nourrisson.
L'expression de la NIS est régulée par la thyréostimuline (TSH) dans la thyroïde, mais par la prolactine, l'ocytocine et l'estradiol dans le sein.